# کوچک شدن تری‌هورن (فیلم)
کوچک شدن تری‌هورن (انگلیسی: The Shrinking of Treehorn) یک فیلم موزیکال کمدی-درام در سبک پویانمایی آمریکایی آماده اکران به کارگردانی ران هاوارد، نویسندگی راب لیبر، و تولید شده توسط پارامونت پیکچرز، پارامونت انیمیشن و ایمیجین اینترتیمنت است. این فیلم بر اساس کتاب کودکان به همین نام اثر فلورانس پری هاید ساخته شده است.

## داستان
این فیلم داستان مرد جوانی را دنبال می‌کند که بعد از انجام یک بازی تخته‌ای عجیب که تا حد زیادی مورد توجه والدینش قرار نمی‌گیرد، شروع به کوچک شدن می‌کند.

## تولید
در ۲۰ ژوئن ۲۰۱۹، اعلام شد که ران هاوارد اولین فیلم انیمیشن را از کارگردانی خواهد کرد. انیمیشن توسط کمپانی آنیمال لاجک ساخته خواهد شد و فیلم در ابتدا قرار بود توسط پارامونت پیکچرز توزیع شود.

## انتشار
این فیلم در ابتدا قرار بود در ۱۰ نوامبر ۲۰۲۳ توسط پارامونت پیکچرز در ایالات متحده اکران شود. با این حال، در ۱۶ مه ۲۰۲۲، اعلام شد که فیلم توسط نتفلیکس خریداری شده است، بدون اینکه تاریخ اکران آن مشخص شود.